# 게이오 전철 5000계 전동차 (2017년 도입)
게이오 전철 5000계 전동차(일본어: 京王5000系電車)는 2017년부터 운행 예정인 게이오 전철 게이오 전철 게이오 선, 게이오 전철 사가미하라 선의 전동차로 2018년부터 케이오라이너라는 좌석 지정제로 운영될 예정으로 종합차량제작소에서 제작되었다.
도쿄 도 교통국 5500형 전동차와 마찬가지로 VVVF 인버터 제어와 실리콘 카비이드를 기반으로 모스펫 제어가 장착되었다.
2016년 3월에 게이오 전철에서 세부 모델 사항을 공개했다. 한편 게이오 전철은 2017년부터 2018년까지 열차 명칭 공모를 실시한다고 발표했으며 최종 명칭은 2018년 1월에 발표될 예정이다.

## 형성
- 게이오 전철 5000계 전동차의 경우 6M4T 차량으로 구성되었다.[4]

| 호차                            | 1      | 2      | 3      | 4      | 5      | 6      | 7      | 8      | 9      | 10     |
| ------------------------------- | ------ | ------ | ------ | ------ | ------ | ------ | ------ | ------ | ------ | ------ |
| 명칭                            | Tc2    | M2     | M1     | T2     | M2'    | M1'    | T1     | M2     | M1     | Tc1    |
| 번호                            | 578x   | 528x   | 523x   | 558x   | 518x   | 513x   | 553x   | 508x   | 503x   | 573x   |
| 무게 (톤)                       | 29.8   | 35.6   | 36.3   | 26.7   | 34.0   | 35.4   | 26.8   | 35.8   | 36.3   | 30.2   |
| 수용 (합계/좌석) 세로 구성 사항 | 119/39 | 130/45 | 130/45 | 130/45 | 130/45 | 130/45 | 130/45 | 130/45 | 130/45 | 119/39 |
| 수용 (합계/좌석) 횡축 구성 사항 | 115/39 | 126/45 | 126/45 | 126/45 | 126/45 | 126/45 | 126/45 | 126/45 | 126/45 | 115/39 |

- 2호차, 3호차, 6호차, 9호차의 경우 팬터그래프가 존재한다.[4]

## 사진

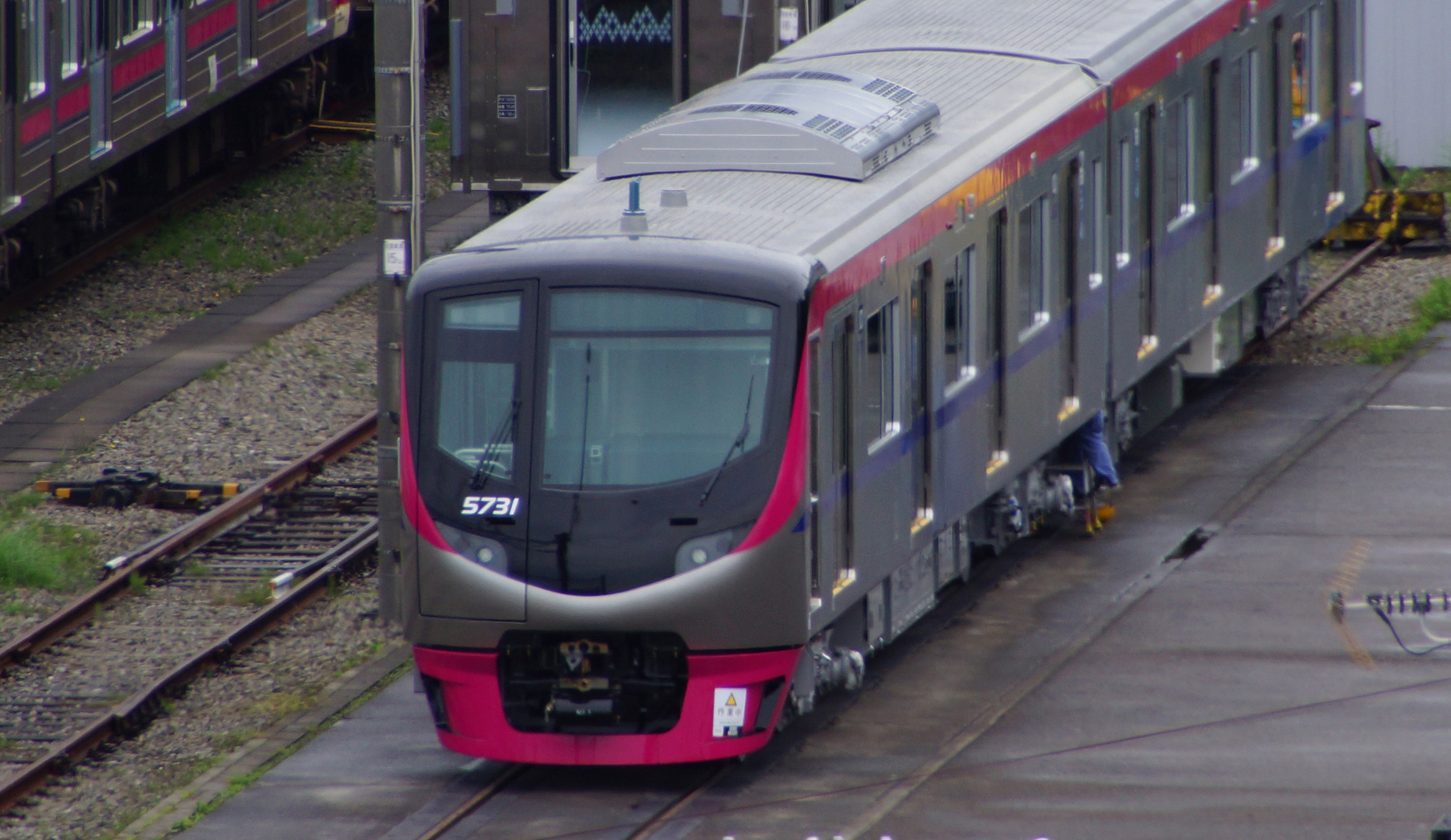
게이오 전철 5000계 전동차 선두부
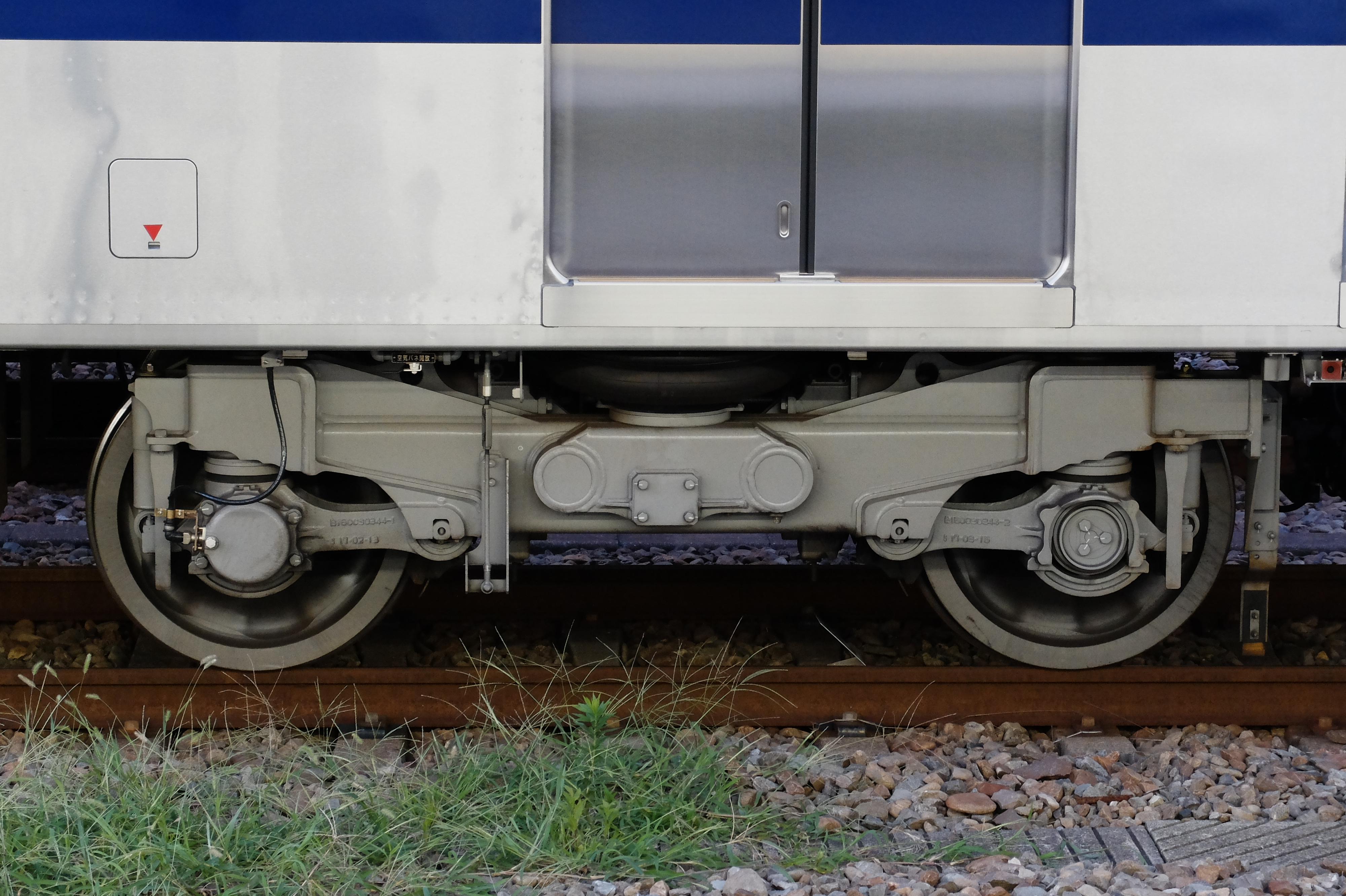
게이오 전철 5000계 전동차 대차

## 같이 보기
- 도쿄 도 교통국 5500형 전동차